# 翼の折れた天使たち
『翼の折れた天使たち』（つばさのおれたてんしたち）は、Yoshiの小説（双葉社）またはこれを原作としたフジテレビ系で2006年2月27日〜3月2日、2007年2月26日〜3月1日に4夜連続で放送されたオムニバスドラマ。ハイビジョン制作。
これまで、フジテレビ系で毎年春季に行われる「4夜連続スペシャル」はバラエティーやドキュメンタリーが主であったが、この作品以後はドラマとなった。

## ドラマ
1話ごとに主役（上戸彩・堀北真希・山田優・上野樹里、石原さとみ・戸田恵梨香・加藤ローサ・香里奈）が変わるオムニバス形式で、実話を元にしたフィクションである。

### 2006年版
主題歌は、中島美嘉の「RESISTANCE」。劇中でも中島美嘉の曲が使われている（第一夜、第三夜：「蜘蛛の糸」 第二夜：「FIND THE WAY」 第四夜：「ひとり」、飲食店BGM「WILL」、「STARS」）。また、この時のOPには、ふとがね金太によるナレーションが入っていた。

#### 第一夜 「セレブ」

##### ストーリー
小峰奈々子は貧しい家庭に育ち、その反動から家出し上京、援助交際をしてまで裕福な生活を送っていた。しかし両親の愛情を思い出し、本当の幸せは金銭と関係ないことに気づく物語。

##### キャスト
- 小峰奈々子：上戸彩
- 平岩ミサ（ブティック店長）：佐田真由美
- 松岡メグミ：坂野真弥
- 長井秀和
- 野添義弘
- 平岩紙
- 麗菜
- 運送屋：土井よしお（ワンダラーズ）
- 中島奏
- 雪乃
- 北山雅康
- 工藤めぐみ
- 星野恵亮
- 高瀬岬
- 今泉野乃香
- 小峰奈々子（少女時代）：田中明
- 野口：野村宏伸
- 松岡由美（メグミの母親）：山本未來

#### 第二夜 「ライブチャット」

##### ストーリー
優奈は恋人・真吾が自分の友達に手を出したことに逆上、彼を包丁で刺してしまった。幸い命は落とさなかったものの障害を負ってしまい、優奈は現在保護観察中である。高校を中退し工場で働いていたが、同僚の誹謗中傷に耐えられなくなるとともに、また「殺意」を抱いてしまうのではないかという自分に気づき、以来引き篭もってライブチャットで生計をたてていた。そんな彼女はある日、タローにライブチャットで出会い、いつしかタローのアクセスを待ちわびるようになっていた。そんな時、真吾を刺し殺そうとした事件の話をしてしまう。タローの助言に優奈は「逢おう」と誘うがタローはヴァーチャルな関係でいた方がいいとログアウトしてしまう。しかし、タローがうっかり滑らせた一言で優奈は正体に気づきタローの家に走る。

##### キャスト
- 優奈：堀北真希
- 真吾・タロー：松山ケンイチ
- ブラピ：竹山隆範（カンニング）
- ヨコハマ：山崎樹範
- 依知川絵美
- 村上航
- 海老原敬介
- 矢柴俊博
- 秋葉カンペー：堀内健（ネプチューン）
- 塚田若乃
- コンビニ店員：鎌苅健太
- コンビニ店員：金子貴俊
- 新城：勝村政信

#### 第三夜 「アクトレス」

##### ストーリー
吉井奈央は女優になる夢のために人形屋の実家を飛び出し上京。しかし世間知らずの田舎娘ゆえに有り金すべて巻き上げられ、借金返済のためにAV出演で食いつなぐ現状に甘んじている。そんな時、突然祖父が上京してきて奈央は振り回される。そしてとあることがきっかけでAV女優であることを隠して交際していた彼氏・陸にバレてしまう。

##### キャスト
- 吉井奈央：山田優
- 小野寺陸：田中圭
- 遠藤章造（ココリコ）
- 奈央の父：山本龍二
- 菊池均也
- 西岡竜一朗
- 伊方勝
- キャバクラの店員：たくませいこ
- 加瀬尊朗（現・加瀬信行）
- 警察署で祖父を預かった警官：宮川大輔
- 豊永利行
- キャバクラの客：大山英雄
- 女優：小松彩夏
- 岩戸秀年
- 七海かおる
- 鎗田千裕
- 伊澤麻璃也
- 梶川文菜
- 奈央の母：朝加真由美
- 奈央の祖父：谷啓

#### 第四夜 「スロット」

##### ストーリー
下條涼子はパチスロで生計を立てながらホストの健二と同棲していたが、ある日突然捨てられ健太という名前の隠し子まで押しつけられる。スロットに明け暮れ結局自分を施設に入れた両親を思い出しながら涼子は仲間たちに助けてもらいながら健太を育てる。

##### キャスト
- 下條涼子：上野樹里
- 田崎健太：増田佳彬
- 健二（ホスト）：須賀貴匡
- 佐藤学（保健福祉事務所 児童福祉課 児童育成係）：ふるごおり雅浩
- 浜幸一郎
- 中込佐知子
- 島津健太郎
- 菊地康二
- 関幸治
- 堤匡孝
- 大郷一城
- 関根綾佳
- 渡部彩
- 竹嶋宗也
- 下條涼子（幼少時代）：大橋のぞみ
- ケイ（スロット仲間）：濱田マリ
- タカ（スロット仲間、飲食店店員）：阿部サダヲ

#### スタッフ
- 脚本：川嶋澄乃（第一、三夜）、高山直也（第二夜）、田村孝裕（ONEOR8）（第三夜）、半澤律子（第四夜）
- 脚本協力：伊川尚孝
- 企画：清水一幸
- 編成：熊谷剛
- プロデュース：若松央樹、森安彩
- プロデュース補：西澤桂
- 演出：木下高男（第一、二夜）、岩田和行（第三夜）、平井秀樹（第四夜）
- 監督補：田澤直樹
- 演出補：佐藤さやか

### 2007年版
主題歌は、中島美嘉の「RESISTANCE」。挿入歌は、中島美嘉の「JOY」「THE DIVIDING LINE」「汚れた花」（アルバム『YES』から）。第二夜：「桜色舞うころ」、第三夜:「蜘蛛の糸」。なお、前年度と異なりOPにナレーションは入っていない。

#### 第一夜「衝動」

##### ストーリー
生きる意味を見いだせない心療内科に通うユリはコンビニの店員である。いつも同僚や客にも素っ気ない態度を取ってしまう。幼少の頃から母親から愛情をもらった覚えのない彼女は毎日ビルの屋上で手すりを乗り越え自殺を試みる日々を送っていた。そんなある日、客としてやってきた裕紀と出会う。裕紀は彼女のことが気になっており、最初はまともに会話をしようとしなかったユリもそんな彼に心を開き始めていた。

##### キャスト
- 吉村ユリ：石原さとみ
- 永坂裕紀：佐藤隆太
- 田口：石井康太（やるせなす）
- 工藤：遠山俊也
- 赤星昇一郎
- 拾うのを手伝った女の子：坂野真弥
- 安田洋子
- 井上浩
- 和泉今日子
- 田口寛子
- 医師：石橋保
- 滝直希
- 坂東工
- 村上真介
- 吉村ユリ（幼少時代）：彩田真鈴
- 吉村美津子：高橋ひとみ
- 永坂芳江：丘みつ子

#### 第二夜「サクラ」

##### ストーリー
遥は出会いカフェで男をだまし続けるサクラとして働いている。遥は優しく誠実な男が大嫌いだ。それはその誠実さが仇になり、経営していた工場を廃業してしまい、ただ犬の散歩が日課の生活を送っている父の影響が大きかった。そんな父を見て遥は嫌悪感を覚えてしまっていた。ある日、街で偶然三上という男性に出会う。三上はエリート社員であった。遥はそんな三上に夢中になっていく。

##### キャスト
- 斉藤遥：戸田恵梨香
- 三上光輝：忍成修吾
- 和田正義：甲本雅裕
- 木南晴夏
- 松山まみ
- 六角精児
- 斉藤遥（幼少時代）：山内菜々（現・日向ななみ）
- 矢部太郎
- 入江慎也
- 江良潤
- 樫村勲
- ヒロシ
- 斉藤幹子：宮崎美子
- 斉藤真治：大杉漣

#### 第三夜「時」

##### ストーリー
候補選出会を間近に控えた競泳選手・中川香奈は最近スランプに陥っていた。幼なじみの大輔はそんな香奈のことが気になっていた。誕生日の日にプレゼントを贈るが素っ気ない態度であった。彼女は自分の誕生日を忘れてしまうほど追い込まれていた。幼少の頃から兄弟と差別を受けてきたような感じが彼女をさらに追い込み万引きをしてしまう。ある日、万引きの現場を大輔に見つかり諭される。

##### キャスト
- 中川香奈：加藤ローサ
- 大輔：木村了
- 柳沢なな
- 中村映里子
- 不破央
- 高嶋宏行
- 金原泰成
- 上原由恵
- 松田まどか
- ゆってん
- 松本華奈
- 池田愛
- 福島彩子
- 千原ジュニア（千原兄弟）
- ふせえり
- 福原遥
- 大野菜月
- 杉谷和哉
- 馬場有加
- 中川真吾
- 多田光
- 川上祐也
- 吉村玉緒
- 菅原：小市慢太郎
- 中川茂：橋爪淳

#### 第四夜「商品」

##### ストーリー
高級クラブのナンバーワンホステスである美咲は美貌の持ち主。彼女は前川に育てられていた。そんな彼女は実は小学生の頃にいじめに遭っており、その悔しさから整形をした整形美人であった。ある日、沢田啓介が働くペットショップにやってきた。犬を買おうとするが啓介に止められてしまう。そんなある日クラブに新人のユカがやってくる。彼女は新宿でナンバーワンホステスをしていた経験の持ち主であったため、美咲をライバル視し、前川に取り入ろうしていた。そして、美咲に最大のピンチが訪れる。美容外科から出たところを同僚に見つかり店の噂になってしまった。美咲はそのことを知ってしまい動揺しいじめられていた頃の自分がフィードバックし、その場で倒れてしまう。その間にもユカは美咲の座を狙い、前川に取り入ろうとしていたため、それを彼女は回避するために、前川に体を売ってしまう。が、その事が仇になり呆れられてしまうのだった。その後ペットショップの前を通りかかったのだが、いつも見ていた犬が売れてしまっていた。

##### キャスト
- 美咲（佐藤佳美）：香里奈
- 沢田啓介：載寧龍二（現・さいねい龍二）
- ユカ：岩佐真悠子
- アイコ：工藤里紗
- 芦名星
- ミホ：くまきりあさ美（現・熊切あさ美）
- 林和義
- 平畠啓史（DonDokoDon）
- 渡辺憲吉
- 津村和幸
- 宮本えり
- 松岡佳音
- 吉井由紀
- 宮本茜梨
- 河村絢加
- 健太
- 鈴木悠生
- 加藤将太
- 森優貴
- 爲井椋允
- 角池恵里菜
- 池澤ひとみ
- 斎藤瑛梨寿
- 堤奈緒
- クラブのママ：横山めぐみ
- 前川拓郎：佐野史郎

#### スタッフ
- 脚本：半澤律子（第一夜）、川嶋澄乃（第二夜）、高山直也（第三夜）、金杉弘子（第四夜）
- 企画：清水一幸
- プロデュース：清水一幸、森安彩
- 演出：木下高男（第一・二夜）、岩田和行（第三・四夜）